# Fur District (New York)

New York City, Siegel mit zwei Bibern

Rund um den Broadway, flankiert von der 6th und 8th Avenue, von der 26. bis zur 30. Straße in New York City befindet sich der sogenannte Fur District von New York, ein Zentrum der Pelzherstellung, des Pelzgroßhandels und Pelzeinzelhandels. Im Jahr 1950 war noch eine größere Ausdehnung beschrieben worden, zwischen der 24. und 31. Straße und der Eighth Avenue. Mit der wesentlichen Abnahme der Pelzbetriebe ist diese Bezeichnung des Viertels inzwischen nur noch wenig gebräuchlich.

## Allgemein
Die Nutzung der amerikanischen Pelztierbestände für den europäischen Markt begann im 16. Jahrhundert, anfangs vor allem von Biberfellen, deren Haare für die Herstellung feiner Herrenhüte, den Kastorhüten, gebraucht wurden. Die Geschichte der Stadt New York ist eng mit dem nationalen Pelzaufkommen und dem internationalen Rauchwarenhandel, dem Handel mit Pelzfellen, verbunden. Zwei Biber im Wappen der Stadt weisen noch heute darauf hin. Der Unternehmer und Pelzhändler Johann Jakob Astor (* 1763; † 1848 in New York City) wurde, beginnend mit einem Pelzhandel, der reichste Mann seiner Zeit und der erste Multimillionär Amerikas. Auch waren die USA seit den 1920er Jahren bis in die 1950er Jahre der führende Pelzverbraucher, noch vor Gesamteuropa.

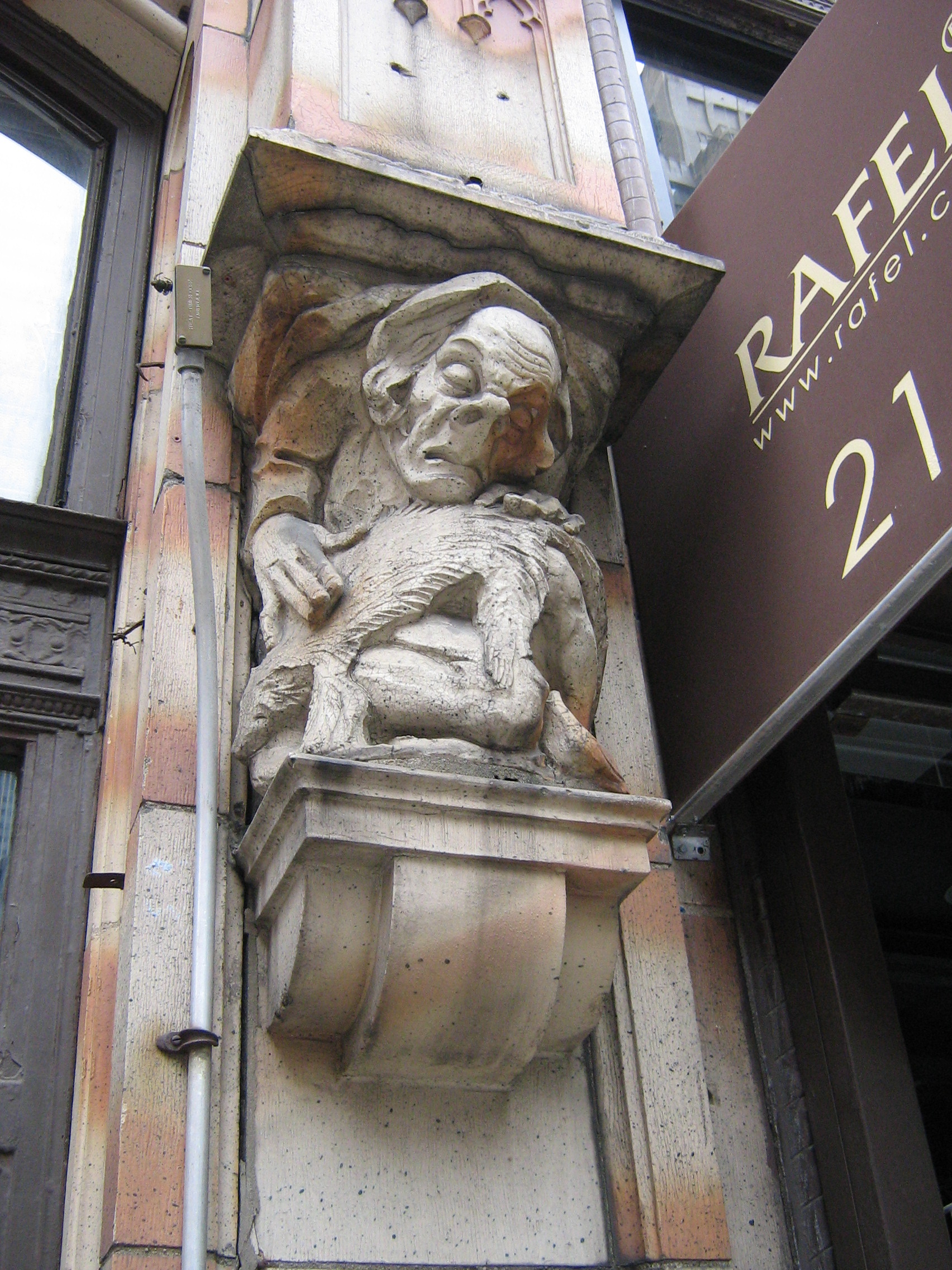
Mann mit Fuchsfell, Relief neben einem Hauseingang (2009)

Der Pelzgroßhandel konzentrierte sich in vielen Ländern auf bestimmte Stadtviertel. Das brachte viele Vorteile für die teils von weither anreisende Kundschaft und die auch untereinander handelnden Rauchwarenhändler. In Deutschland war das vor allem das Pelzhandelszentrum Leipziger Brühl und später die Niddastraße in Frankfurt am Main, in London Garlick Hill, die Gegend um das Pelzauktionshaus Beaver House, und in kleinerem Umfang beispielsweise in Prag die Straße Michalská. In Griechenland galt zeitweilig der ganze Ort Kastoria als Kürschnerstadt und Pelzzentrum, auch heute noch beschäftigt die Pelzbranche dort einen erheblichen Teil der Bevölkerung. Immer siedelten sich im Umkreis der Pelzgroßhandelsviertel auch Kürschnereien und andere Pelzeinzelhandelsgeschäfte an. Allein im Gebäude des New Yorker Fur Fashion Centers führten „27 erstrangige Pelzateliers“  um 1949 ihre Modelle vor.
Das ehemals weltbedeutende New Yorker Pelzviertel und Zentrum der amerikanischen Pelzindustrie befindet sich, laut der Lagebeschreibung aus einer Geschichte der New Yorker Pelzarbeiter-Organisationen aus dem Jahr 1950, in vier Häuserblöcken, zwischen der 24. und der 31. Straße. Durchquerte man noch Mitte des 20. Jahrhunderts nachmittags diese Gegend, so sah man hier tausende, sich drängende Pelzarbeiter. 1950 hieß es dazu: „Das sind die Männer und Frauen, die die gepflegte, elegante Winterkleidung herstellen, die in den Schaufenstern modischer Avenues jeder Stadt gezeigt wird. Und das sind die Männer und Frauen, deren inspirierende Kämpfe und großartige Errungenschaften auf der ganzen Welt bekannt sind“. Es ist Teil des sich nach Norden Manhattans erstreckenden Garment Districts, der eine ähnliche Funktion für die Textilindustrie ausübt.
An einst wohlhabende Pelzhändler erinnern noch einige Ausschmückungen an deren ehemaligen Geschäftshäusern. In der 29. Straße erledigen zwei groteske, in Stein gehauene Kürschner ihre Arbeit, in einem scheint ein Eichhörnchen in den Finger des Kürschners zu beißen, in dem anderen streichelt er ein Fuchsfell oder einen vielleicht bereits zu einem Pelzkollier verarbeiteten Fuchs. Es gibt weitere solche pelzbezüglichen Reliefs in der Nachbarschaft, unter anderem bewacht ein Paar „hübscher Füchse“ eine elegante Tür.
Ein Situationsbericht des Jahres 1971 eines amerikanischen Wirtschaftsmagazins über die sich rapide verschlechternde Lage der dortigen Pelzwirtschaft stellte fest: „Die Entwicklung nach unten begann, als Detroit die Kraftfahrzeuge mit Heizsystemen ausstattete, und sie setzte sich fort, als die Leute in die Vorstädte verzogen und eine lässigere Lebensart annahmen.“ Ab 1967 ging der Umsatz „unablässig zurück“. In der Rezessionszeit Anfang der 1970er Jahre hatte die Branche ihre schlimmste Zeit seit zwanzig Jahren, und Züchter und Verarbeiter verließen die Branche „in rekordartigem Ausmaß“. Begleitet und verstärkt wurde dies durch Boykottaufrufe und Demonstrationen von Pelzgegnern, eine Entwicklung, die auch außerhalb Amerikas bis in die Gegenwart anhält.

## Geschichte

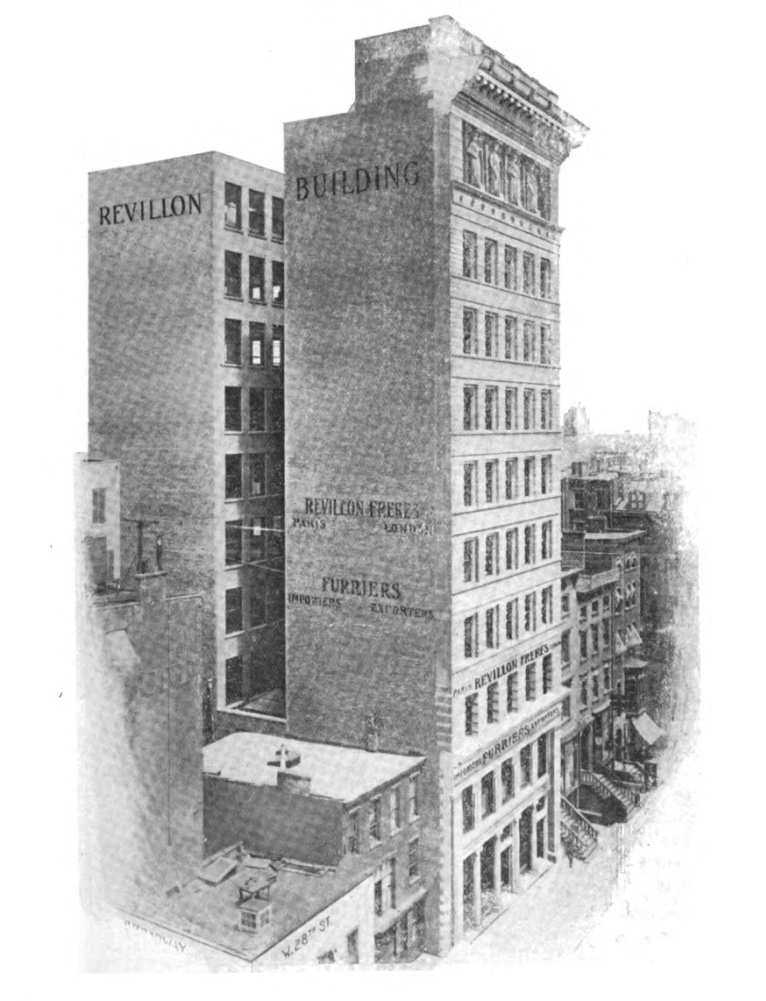
Revillon Building, 13-15 West 28th St. (1897). Firma Revillon Frères, Paris, „Kürschner, Importeure, Exporteure“

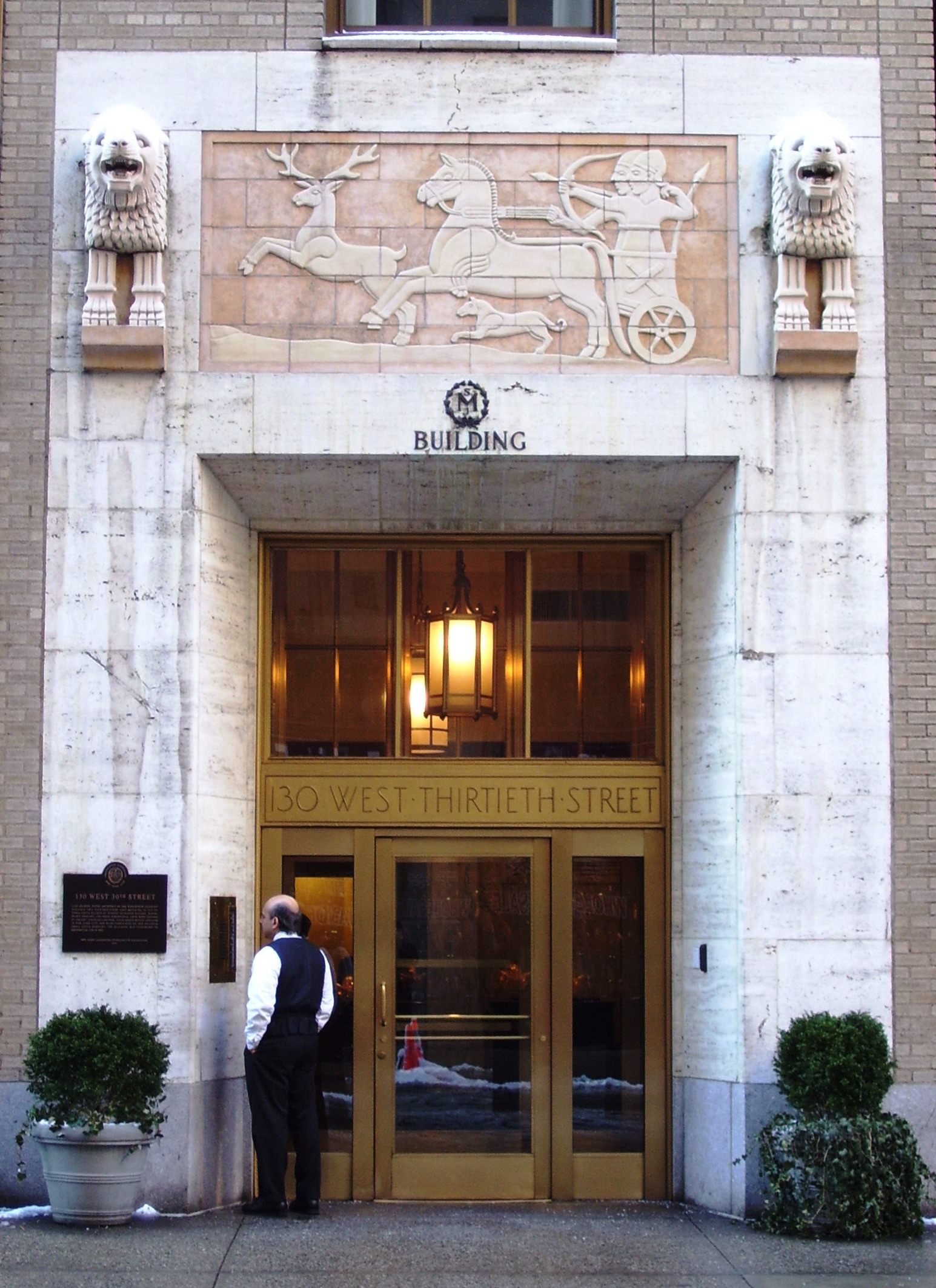
Eingang SJM-Building, Geschäftshaus des Rauchwarenhändlers Salomon J. Manne

Bis etwa 1830 befand sich der Pelzhandel in der Water Street. Um 1735 zogen verschiedene Firmen hinüber zum Broadway. Als Begründung hieß es, den heutigen Ansichten über eine sachgerechte Pelzaufbewahrung absolut nicht entsprechend: Feuchte Keller wurden als eine wünschenswerte Sache für den Umgang mit Pelzen angesehen. Dort blieben die Firmensitze über 30 Jahre. Danach kennzeichnete eine Aufwärtsentwicklung die Branche. Alle Einzelhändler zogen hinauf in die Stadt, und mit ihnen der Großhandel.
Nicht nur als Umschlagplatz der in Nordamerika anfallenden Pelzfelle bildete New York bereits im 19. Jahrhundert ein wichtiges Pelzhandelszentrum. Die Leipziger Rauchwarenfirma G. Gaudig & Blum errichtete beispielsweise im Jahr 1880, noch vor London, hier eine Niederlassung.

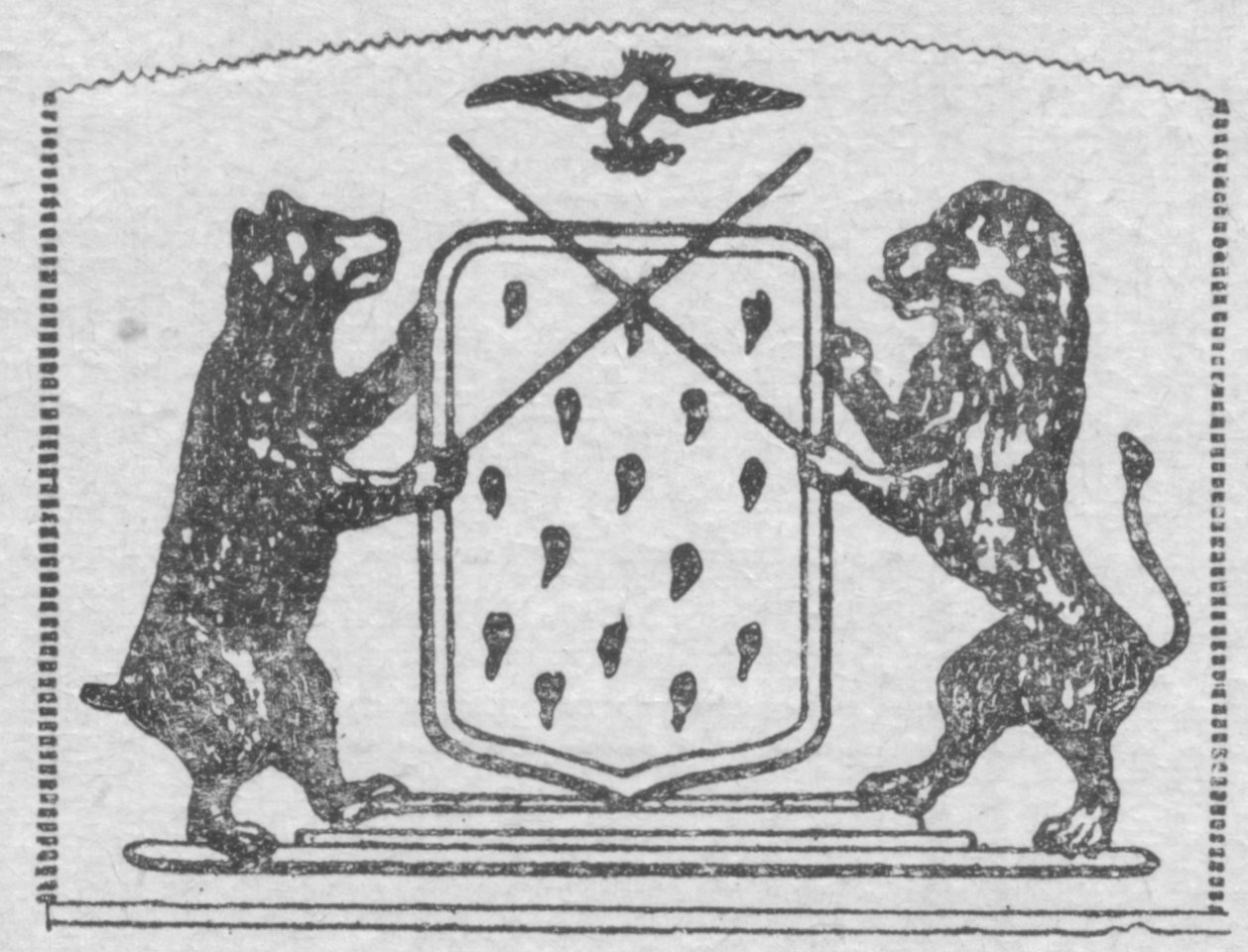
Wappen der ehemaligen deutschsprachigen „Kürschnerzeitung New York“ (um 1900?)

Die Elektrifizierung Manhattans machte es gegen Ende des 19. Jahrhunderts möglich, Pelz und Textilien schonend klimatisiert aufzubewahren. 1901 richtete die New York Cold Storage Company im Erdgeschoss des zehnstöckigen De Corcy Building, 570 bis 576 Broadway, „mitten im Fur Center“, ein Kühlhaus für Pelze ein. Sie übernahmen dafür ein englisches Trockenluft-System, das sie an amerikanische Maschinen anpassten und weiter verbesserten. Zwei weitere Niederlassungen des Unternehmens bestanden bereits in der Stadt.
Der Haupthandelsplatz für nordamerikanische Pelzfelle war traditionell London, wo die amerikanischen Felle auch den Hauptartikel unter den dort gehandelten Rauchwaren bildeten. Seit dem Ersten Weltkrieg, als die Handelswege nach London weitgehend abgeschnitten waren, fanden in New York City die ersten Rauchwarenversteigerungen statt. Die Wahl war auf New York gefallen, weil zum einen, beispielsweise 1913, hier die jährliche Produktion beachtliche 41 Millionen Dollar betrug, zum anderen bot es aufgrund seiner geografischen Lage die günstigste Anbindung für die europäischen Käufer gegenüber allen anderen amerikanischen Pelzhandelszentren. Auch hatten bereits, neben vielen weiteren, über zwanzig europäische Pelzhändler hier eine Niederlassung. Im Februar 1959 wurde innerhalb von drei Wochen etwa eine Million Nerzfelle versteigert. Felle der neuen Nerzmutationsfarbe Emba „Violet“ erzielten einen Spitzenpreis von 155 Dollar.
Ein New Yorker Stadtführer-Journal des Jahres 1939 schilderte die damalige Situation im Pelzviertel:
„Lastwagen parken ein, laden ein und aus, eilige Botenjungen tragen auf Kleiderbügeln hängende Pelze, Verkäufer, Käufer und Gewerkschaft gehen ihrem Geschäft nach.
Der Händler erhält die Pelzfelle direkt von den Trappern oder von den vierteljährlich stattfindenden Auktionen, und er verkauft sie weiter an die Verarbeiter von Mänteln, Schals, Verbrämungen und Accessoires. Im Unterschied zur hochindustrialisierten Bekleidungsindustrie besteht die Pelzherstellung zu einem großen Teil aus Handarbeit. Die in New York City im Jahr 1936 gehandelten Pelze und Pelzprodukte hatten einen Wert von etwa $ 195.000.000, die Einzelhandelspreise reichten von einem Dollar für ein ungefärbtes Kanin-„Kollier“ bis einige tausend für einen Zobelmantel. Von den etwa neunzig gehandelten Pelzarten ist Bisam am häufigsten, Kanin steht in der wirtschaftlichen Bedeutung an nächster Stelle.
Im Distrikt sind etwa 2000 Betriebe, die 15.000 Arbeiter beschäftigen. Es ist ein Saisongeschäft: Zwischen Juni und Juli arbeiten die Werkstätten auf Hochtouren, um für die Nachfrage im Winter bereit zu sein, und im November gibt es einen kurzen Spurt um die Nachfrage zum Weihnachtsgeschäft zu befriedigen. Insgesamt ist der Pelzarbeiter zwanzig Wochen des Jahres beschäftigt. 80 Prozent der Arbeiter sind Mitglied der mächtigen International Fur Workers Union (CIO).“
Während in Mitteleuropa die Herstellung eines Pelzes in der Regel von nur einem bis drei Spezialkräften erfolgt (Kürschner und Pelznäher, eventuell getrennt in Maschinennäher und Handnäher), ist dies zumindest in den größeren Firmen des Pelz Districts in der Regel deutlich mehr industrialisiert und spezialisiert. Bereits um 1900 waren das der Designer (Musterschneider und Anprobierer), der Vormann (oberster Arbeiter), die Cutter (Fellzuschneider), die Blocker (Zwecker), die Finisher (welche die Pelze bis zum Füttern fertig machten), dann Pelzmaschinennäher, Handnäherinnen und Liners, die das Seidenfutter einnähten.
Im US-amerikanischen Telefonbuch der Pelzbranche des Jahres 1963 wurden noch differenzierter folgende Berufe aufgeführt: Furrier (Kürschner), Fur Cleaner (Pelz-Reiniger), Fur Comber (Pelz-Kämmer), Fur Cutter (Pelz-Schneider), Fur Dresser (Pelz-Veredler), Fur Drummer (Pelz-Läuterer), Fur Feeder (Pelz-Fütterer), Fur Finisher (Pelz-Ausfertiger), Fur Glazer (Haarbügler), Fur Glosser, Fur Machine Operator (Pelzmaschinen-Näher), Fur Matcher (Pelz-Sortierer) und Fur Nailer (Pelz-Zwecker). Neben den Fertigungsbetrieben sind Zulieferer, Zutatenhandlungen, Vertretungen der Pelzveredler und weitere der Branche zuarbeitende Betriebe im Viertel ansässig. In den Großwerkstätten kamen Mitte der 1940er Jahre auf 10 Fellzuschneider (cutters) 12 Maschinennäher (Operators), 3 Zwecker (Nailers) und 7 Ausfertiger (Finisher). Mittlere Betriebe stellten durch die effektive Arbeitsteilung wöchentlich etwa 500 Pelzmäntel her.
Der New Yorker Kürschner und Pelzkonfektionär Ahbe Jay Treu teilte die amerikanischen Pelzproduzenten und Pelzeinzelhändler auf in:
- „Manufacturers“ (Hersteller). Diese Unternehmen lieferten an alle Vertriebsfirmen und stellten der Hauptteil der fertigen Pelze her, zumeist in Massenproduktion entstandene, kommerzielle Ware.
- „Jobbers“. Die meisten dieser Firmen waren mit hohen Geldmitteln ausgestattet. Sie waren in der Lage im großen Stil Felle einzukaufen und ein großes Warenlager zu unterhalten. Sie unterhielten zumeist kleine Outlet-Stores und verkauften über lange Zahlungsziele im ganzen Land über kleine Einzelhändler.
- „Manufacturers Selling Direct (so-called wholesale)“ (sogenannte „Großhändler“ mit Direktverkauf). Diese Händler produzierten ihre eigene Ware, konnten aber meist nicht nur von ihrem Einzelhandel existieren.
- „The Custom Furrier“ (der traditionelle Kürschner). Normalerweise war das ein Inhaber mit einem verhältnismäßig kleinen Betrieb. In der Regel war er qualifiziert, eigene Ware herzustellen. Er entwarf selbst und führte sämtliche Arbeiten bis zur Fertigstellung der Pelze selbst aus. Er unterhielt ein Fertigwarenlager und machte Maßarbeit im Kundenauftrag.
- „The Local or Neigherhood Furrier“ (der örtliche oder Nachbarschaftskürschner). Diese Firmen hatten meist einen kleinen Laden, in Wohngebieten oder kleineren Städten. Häufig waren es Einmannbetriebe unter Mithilfe der Familie. Soweit möglich produzierten sie selbst, hauptsächlich führten sie jedoch eingekaufte Konfektion. Ihre Zahl war rückläufig, viele dieser Unternehmer fanden es profitabler, in die großen Städte umzuziehen, wo sie mehr oder weniger als Verkaufsstellen für große Hersteller und auch für größere, besser ausgestattete Kürschner fungierten.
- „Department Store and Large Fur Speciality Stores“ (Kaufhaus und große Pelzfachgeschäfte): Diese Verkaufsstellen verkauften in der Regel notwendigerweise mit einem hohen Handelsspannenaufschlag. A. J. Treu ergänzte zu seiner Aussage: „Dies ist kein Werturteil, sondern eine Beschreibung der Ökonomie, die in der amerikanischen Szene eine Rolle spielt“.
- „Resident Buyers“ (ortsansässige Käufer). Sie befanden sich in den Produktionsgebieten in New York, Chicago und anderen Zentren der Pelzherstellung und vertraten Einzelhändler im ganzen Land, kauften Waren für sie ein und fungierten als ihre Vertreter.[18]

Ende der 1940er Jahre waren in New York ansässig: rund 950 Rauchwarenhändler und Sammlerfirmen (Brokers), 1900 Pelzfabrikanten, 120 Pelzzurichter und -färber, 350 Besatzfabrikanten und 800 Detailkürschner, dazu 32 Jobberbetriebe (Großhändler eigener Konfektion, jedoch von Fremdfirmen entworfen und produziert) und 13 größere und kleinere Auktionsgesellschaften. Von den 24 New Yorker Vereinigungen und Clubs waren die wichtigsten: National Association of the Fur Industry, Fur Merchants Ass., Associated Fur Manufacturers, Fur Dressers & Dyers Ass., Board of Trade of the Fur Ind., Fur Merchants Club und Fur Retailers of America.
In der Stadt gab es 1970 noch 1184 Pelzverarbeitungsunternehmen, das war jedoch die geringste Anzahl seit dem Kriegsjahr 1944 (frühere Zahlen wurden nicht berücksichtigt). Der Pelzhändler und Kürschner in dritter Generation, Stephen Cowit, erinnerte sich 2018, dass, als er hier 1977 in die Pelzbranche einstieg, praktisch jede Schaufensterfront auf der 28., 29. und 30. Straße zwischen 6. und 8. Avenue noch voll von Pelz-Peitschen war („fur floggers“), Schlüsselanhängern aus Fell. Für den drastischen Rückgang der Pelzgeschäfte machte ein Kollege vor allem außergewöhnliche Mietsteigerungen durch in die Gegend hineindrängende andere Branchen verantwortlich, vor allem die Technologiebranche und Hotels, wobei ihm gerade letztere auch viel neue Kundschaft brächten.
Zwischen 1910 und 1986 wurden in New York 80 Prozent aller in den USA verkauften Pelze hergestellt. Noch 2020 war die hiesige Pelzindustrie die größte in den Vereinigten Staaten, etwa 130 Pelzgeschäfte gab es in der Stadt. Ungefähr 1100 Arbeitskräfte der Branche waren im Fur District beschäftigt, vornehmlich hatten sie osteuropäische Vorfahren, Griechen, Russen und Osteuropäer, bei einem jährlichen Umsatz von 850 Millionen. Sarah Pines stellte zu der Zeit in einem Bericht über das Pelzviertel fest: „Nur wenige Läden dort sind Luxusetablissements. In vielen der kleinen und mit Linoleum ausgelegten Geschäfte wirken die ringsum an den Wänden hängenden Pelze funktional und glanzlos, Gedanken an Trapper und Fischfang auf Eisseen kommen auf“.
Relativ wenige Second-Hand-Geschäfte für Pelze gab es mit Stand 1966 in New York. Renommiert und noch 2020 tätig ist der Ritz Thrift Shop auf der 29. Straße. Innerhalb weniger Jahre entwickelte sich das Geschäft zu einem Unternehmen mit Millionenumsätzen im Jahr 1966. Ebenfalls mitten im Pelzdistrikt, im 10. Stockwerk des Building 150 West 28. Straße, befand sich seit 1949 der Pelzverleih von Irving Shavelson. Shavelson schätzte, das etwa dreiviertel seines Lagers im Fur District hergestellt worden waren.
Seit den 1980er Jahren schrumpfte das Pelzviertel. Im Jahr 1979 hatte der Bezirk 800 Hersteller, 1989 waren es 300. Eines der begehrtesten und gepflegtesten Gebäude im Pelzzentrum war die 333 Seventh Avenue, die bis 1981 ausschließlich an Pelzfirmen vermietet war. Als jetzt einige bekannte Pelzfirmen, darunter die in der Branche bekannte QMB (Quality Furs and Manos & Block, Inc.), nicht mehr gewillt waren, den neuen Mietpreis in Höhe $ 7,- pro Quadratfuß/Jahr zu zahlen (das entsprach damals DM 16,- monatlich), beschloss der Inhaber beziehungsweise dessen Verwalter, eine ganze Etage in der Größe von 1800 m² an eine branchenfremde Ingenieurfirma zu vermieten Der Mietzins soll um beinahe das zweifache über dem gelegen haben, was von den Pelzfirmen verlangt wurde, das heißt, sie erzielten rund 30 DM pro m², anstelle der DM 16. Bemerkenswert war, dass die 30 DM noch relativ günstig waren, denn in anderen Teilen New Yorks zahlte man für ähnliche Büroräume bereits bis zu $ 40,- pro qf/Jahr, das waren DM 90,- pro m²/Monat. Das Haus 130 West 30th Street war bereits im Jahr zuvor an Branchenfremde verkauft worden.
Beispielhaft für die Preisentwicklung ist das sechsstöckige Gebäude des Konfektionärs David Leinoff an der 29. Straße, der Gegend um die Penn Station, in der das Pelzviertel liegt. Anfang der 1970er Jahre wurde es für 150.000 Dollar angeboten, allerdings in einem recht renovierungsbedürftigen Zustand. Als David Leinoff es Ende Oktober 1984 verkaufte, erbrachte es renoviert etwa 3 Millionen Dollar, etwa doppelt so viel wie das Haus vor drei Jahren gekostet hatte.
Im Jahr 2019 gab es in der Stadt noch 150 Pelzunternehmen, die 1100 Arbeitsplätze repräsentierten. Hotels, Eigentumswohnungen, Restaurants und Vermietungen haben aufgrund von Mietsteigerungen die Kürschner verdrängt.
Im Jahr 2011 wurde das Viertel „derzeit von einigen kleinen Lagern, verbliebenen Pelzhändlern und zahlreichen Parkplätzen dominiert, mit wenigen Einzelhandelsoptionen und wenig Straßenleben außerhalb der Geschäftszeiten“. Genehmigt wurde der Bau eines Gebäudes mit 400 Wohneinheiten auf einem bisherigen Parkplatz Ecke 249 W. 28. Straße, um die Gegend aufzuwerten und zu beleben.
Anlass für den Zeitungsartikel von Sara Pines war eine Gesetzesvorlage eines New Yorker Stadtrates aus dem Jahr 2019, Pelze im gesamten Stadtbezirk schnellstmöglich zu verbieten, mit Ausnahme alter Pelze und chassidischen Pelzhüten, dem Schtreimel und seinen ähnlichen Varianten. Mitglieder der Pelzbranche hielten dagegen, neben grundsätzlicher Ablehnung des Gesetzes, dass besonders auch ohnehin diskriminierte New Yorker Minderheiten traditionell Pelz Statussymbol tragen. Dies sind vor allem Afroamerikaner, die Pelz als Festkleidung und Zeichen der neu errungenen Emanzipation tragen, sowie Immigranten. Auch werden neben den klassischen Pelzhüten im jüdischen kultischen Bereich häufig auch Pelzbesätze getragen, die von dem Verbot nicht befreit werden sollen.

### Arbeitskampf der Pelzarbeiter

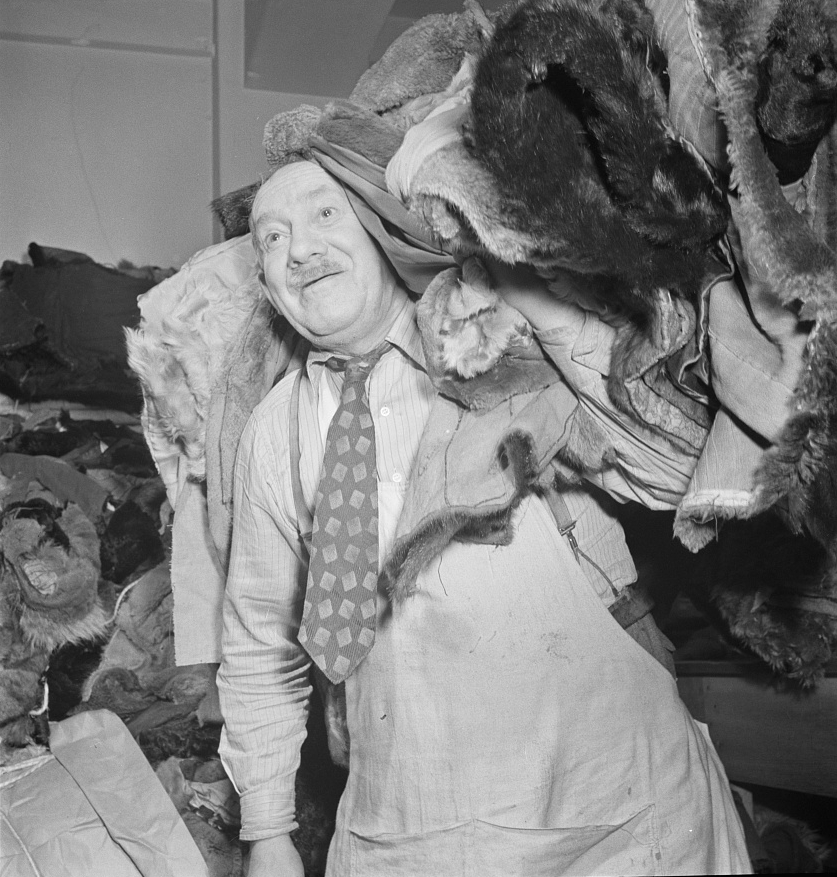
Während des 2. Weltkrieges arbeiteten die Pelzbetriebe an einem Tag der Woche aus alten Pelzen Fellwesten für die Marine

Auseinandersetzungen zwischen Arbeitnehmern und Unternehmern gab es nach einer längeren Zeit der wirtschaftlichen Depression in der New Yorker Pelzbranche bereits 1880. Weit über New York und die Pelzbranche hinaus gewann eine Auseinandersetzung zwischen den Pelzarbeitern und deren Arbeitgebern an Aufmerksamkeit. Die Streiks begannen etwa in den 1920er-Jahren und nahmen teils blutige Formen an. Wobei diese Gewalttätigkeiten nicht nur in Zusammenhang mit den Unternehmern bestanden, sondern dem Kampf gegen korrupte Gewerkschaftsführer. Als der noch junge Gewerkschaftsführer Ben Gold im Jahr 1923 auf einer Gewerkschaftsversammlung auf der von einem Arbeiter vorgetragenen Forderung der Diskussion eines bevorstehenden Abkommens zwischen Gewerkschaft und Arbeitnehmern bestand, wurde er von Schlägertrupps so brutal zusammenschlagen, das er zwei Wochen im Krankenhaus lag.
Bei einem massiven Streik der New Yorker Kürschner im Jahr 1926 kam es zu einer Aussperrung von 8500 Arbeitern, auf den die Gewerkschaften mit einem Generalstreik von 12.000 Pelzarbeitern reagierte. 10.000 Arbeitnehmer gingen bei einer Demonstration auf die Straße, Streikposten verhinderten, dass Arbeitswillige in die Betriebe gingen. Die Polizei reagierte mit Schlägertrupps und es fuhren Autos mit hoher Geschwindigkeit in die Menge, um die Streikposten zu zerschlagen. 125 Arbeiter wurden verhaftet. Am 22. Mai 1926 füllte eine Massenversammlung den neu gebauten Madison Square Garden, sie war das größte Arbeitertreffen, das bis dahin in der Stadt abgehalten wurde. 1937, nach der Übernahme leitender Gewerkschaftsposten, genehmigte Gold einen Sympathiestreik von 13.000 Pelzarbeitern in New York City, um streikende Pelzarbeiter in Kanada zu unterstützen. Bis zum Beginn des Zweiten Weltkriegs verfolgte er weiterhin eine aggressive Tarifpolitik.
Nach dem Eintritt der Vereinigten Staaten in den Zweiten Weltkrieg zeigte sich Gold als glühender Patriot. Als sich der Krieg näherte, führte er im November 1941 in New York City große Kundgebungen durch, in denen er Gewerkschaftsmitglieder drängte, Kriegsanleihen zu kaufen. Er stimmte einer siebentägigen Arbeitswoche zu, nachdem die Vereinigten Staaten Nazi-Deutschland und dem japanischen Kaiserreich den Krieg erklärt hatten und einer Kampagne zur Spende von 50.000 pelzgefütterten Westen an britische Seeleute.

## Fachverbände
Die USA besaßen wohl das ausgebreitetste Verbandswesen der Pelzbranche, allen voran New York. Im Jahr 1949 waren das folgende Vereinigungen:
New York City
- American Fur Liners Contractors
- American Fur Mer Ass'n
- American Rabbit Dealers
- Ass't Fur Coat & Trimming Mfrs
- Ass't Rabbit Dresser's of America
- Chest & Foundation of the Fur Ind
- Credit Men’s Club of the Fur Ind
- Fur Brokers Ass'n of America
- Fur Buyers Ass'n of Cloak & Suit
- Fur Cleaners Ass't
- Fur Cuttings Dealers' Ass'n of New York Inc
- Fur Dressers & Fur Dyers Ass'n Inc
- Fur Dressers Guild Inc.
- Fur Dressers Union
- Fur Garment Traveling Salesmen's
- Fur Matcher's Ass'n of New York
- Fur Merchants Employers Council
- Fur Post 1049 American Legio
- Fur Square Club Hotel Governor Clinton
- Fur Strppers & Blenders Ass'n
- Furriers Joint Council of New York
- Fur Shearer's Assoc
- Furrier's Supply Mer Assn
- Fur Trade Foundation
- Fur Wholesalers Assn of America
- Greater N Y Retail Furriers Ass'n
- Greek Fur Workers Union
- International Fur Workers Union
- Joint Board Fur Dressers & Dyers Unions
- Local 64 International Fur & Leather Workers Union
- National Assoc of Mer Broders
- New York Fur Club
- North American Fur Auction
- Retail Furriers Emergency Committee
- Retail Mfg Furriers of Am Inc
- Salesmen & Buyers Club of the Fur Ind
- Silk & Supply Salesmen's Ass
- United Fur Mfg Assn Inc
- War Emergency Board of the Fur Ind
- Young Women's Fur Club

Weitere Vereinigungen der USA befanden sich zu der Zeit in Los Angeles, San Francisco, Colorado Springs, Denver, Hartford, New Haven, Washington, Chicago, Indianapolis, Arnold's Park, Des Moines, New Orleans, Baltimore, Boston, Detroit, Minneapolis, Kansas City, St Louis, Great Falls, Omaha, Newark, Paterson, Buffalo, Rochester, Syracuse, Canton, Cincinnati, Cleveland, Columbus, Portland, Philadelphia, Pittsburgh, Uniontown, Salt Lake City, Seattle, Spokane, Kenosha, Madison, Milwaukee und Wausau.